# Milna
Milna falu és község Horvátországban, Split-Dalmácia megyében. Közigazgatásilag Milnán kívül Bobovišća, Bobovišća na Moru, Ložišća és Podhume települések tartoznak hozzá.

## Fekvése
Splittől 20 km-re délre az Adrián fekvő Brač szigeten, a sziget nyugati partján, egy a Spliti kapura (Splitska vrata) néző kies öböl, a Milna-öböl keleti végében fekszik. Supetartól ahol a kompkikötő található légvonalban 10, közúton 20 km-re fekszik. Forgalmas kikötőjére, ódon utcácskáira, templomaira, mediterrán stílusú kertjeire szép rálátás nyílik a település feletti magaslatokról. A sziget belsejébe mélyen benyúló öböl kétfelé ágazik, az északi Žalo-öbölre és a délkeleti Panterára.

## Története
A település nevét finom, homokos talajú partjáról kapta. Bár közelében idáig régészeti lelőhelyet nem találtak a rómaiak jelenlétét jelzi, hogy a Pantera-öböl végében fekvő Studenac előterében levő termékeny völgy végében egy ókori szarkofágot használtak az állatok itatására. A Brač és a Šolta-sziget közötti csatorna közepén fekvő kis Mrduja-szigeten a Milnai-öböl bejáratánál középkori kápolna áll falában egy befalazott, kereszttel díszített pilaszterrel, melyet valószínűleg egy eddig nem ismert késő ókori milnai templomból vittek oda. Milna első írásos említése 1333-ban történt. A mai plébániatemplom helyén állt Szűz Mária templomot „ecclesia Ste Mariae Milnavi” alakban 1519-ben említik először. Ekörül alakult ki az öbölmenti település magja, melyet a nerežišćai Cerinić (Cerineo) család reneszánsz várkastélya is védett. A család ugyanis ezt az öblöt szemelte ki új várkastélya és temploma felépítésére. A 16. és a 17. században a sziget belsejéből a nerežišćai plébánia területéről új lakosság telepedett le itt mintegy nyolcvan fővel, majd a kandiai háború idején a 17. század közepén a szárazföldről is érkeztek menekültek. Plébániáját 1646-ban alapították, első plébánosa Luka Milovanić atya volt. A 18. századra teljesen benépesült a település, melynek ekkor már mintegy 550 lakosa volt. A megnövekedett népesség számára már szűk volt a régi templom, ezért a várkastély mellett fekvő magaslatra 1783-ban a Gyümölcsoltó boldogasszony tiszteletére Ignacije Macanović tervei szerint új, késő barokk templomot építettek. A mellette álló karcsú harangtorony a helyi Bokanić családból származó kőfaragó munkája. A velencei uralomnak 1797-ben vége szakadt és osztrák csapatok vonultak be Dalmáciába. 1806-ban a sziget az osztrákokat legyőző franciák uralma alá került. 1806-ban a Zaglav-félsziget előtti csatornában zajlott a „két császár csatája” a francia és az orosz flotta hadihajói között. Ennek során a franciák fontos támaszpontja volt a félszigeten épített Baterija erőd. Napóleon lipcsei veresége után 1813-ban újra az osztrákoké lett. 1823-ban az osztrák közigazgatásban a település községközpont lett. A település gyors fejlődése a 19. században is folytatódott, amikor a Žalo- és a Pantera-öböl közötti partszakasz tervszerű kiépítése megtörtént. Fejlődött a hajóépítés is, a Pantera és a Vlaška-öbölben levő hajóépítő üzemekben ebben az időszakban több hajót építettek mint a spliti, starogradi, komizai és trogiri hajógyárakban. Kitűnő hajóskapitányok kerültek ki a helyi Peruzović, Bonačić-Mandinić, Babarović és Marangunić családokból, de más brači családok fiai is szolgáltak az Adrián, a Földközi-tengeren és a Fekete-tengeren közlekedő kereskedelmi hajókon. Az egyik akkoriban közismert vitorlás hajótípust éppen itt, Milnában nevezték el bracerának, nevét a Brač-szigetről (olaszul Brazza) kapta. Új kikötőkkel rendelkező kiépített öblök létesültek az 1860-as években is. Ebben az időben alakult ki a település képe keleten a Babarović család hatalmas háromszintes házától a nyugaton emelkedő kétemeletes Scarneo-házig és a kétemeletes konte Alberti-házig, melyről ezt a partszakaszt konteta rivának nevezik. Közte és az egyemeletes Scarneo-ház között építették meg az 1920-as években a várkastélyig vezető monumentális lodzsás lépcsősort. A településnek 1857-ben 1907, 1910-ben 2293 lakosa volt. 1918-ban az új szerb-horvát-szlovén állam, majd később Jugoszlávia része lett. 1991 óta a független Horvátországhoz tartozik. 2011-ben 830 lakosa volt.

## Népesség

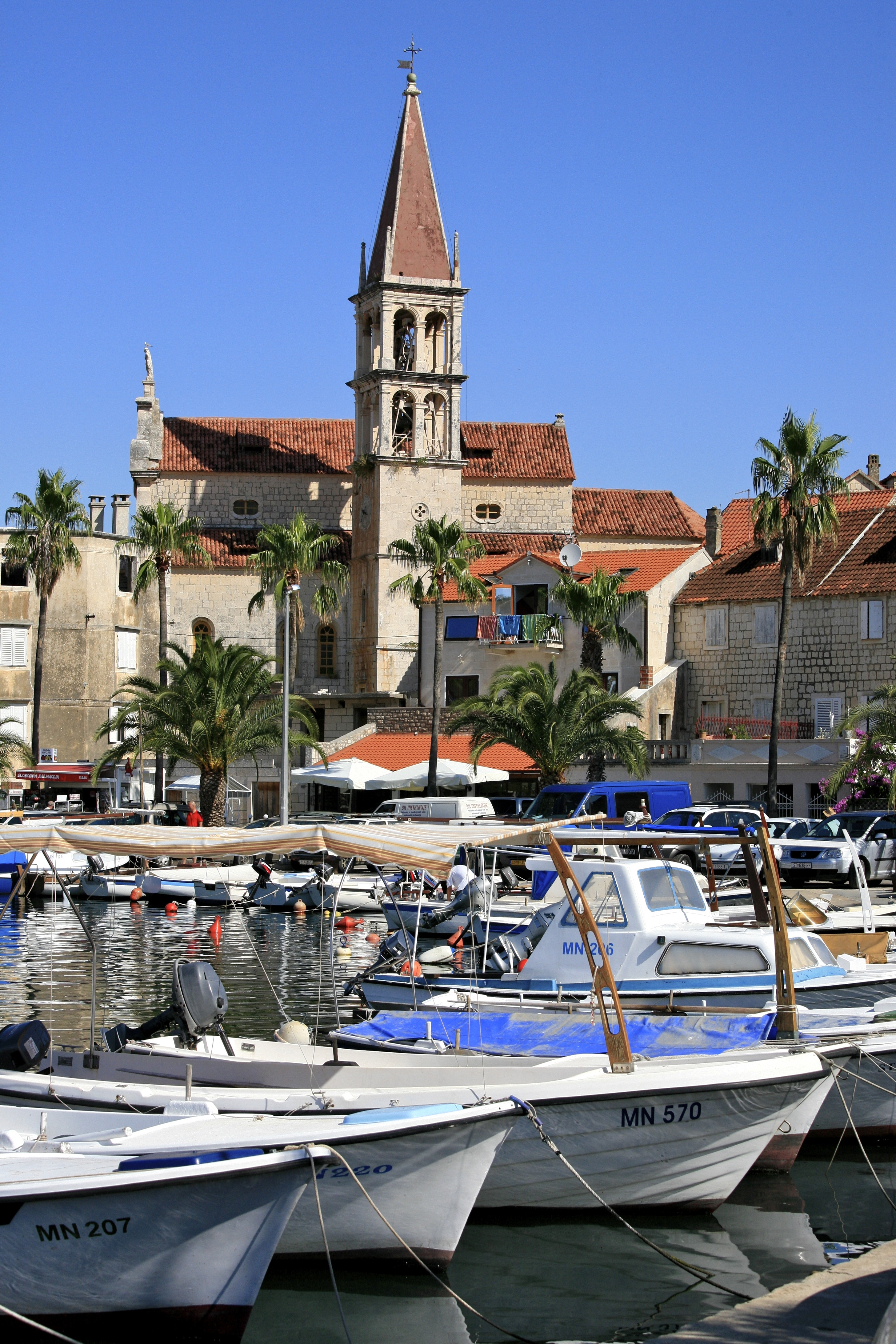
A Gyümölcsoltó boldogasszony plébániatemplom a kikötőből nézve.

| Lakosság változása | Lakosság változása | Lakosság változása | Lakosság változása | Lakosság változása | Lakosság változása | Lakosság változása | Lakosság változása | Lakosság változása | Lakosság változása | Lakosság változása | Lakosság változása | Lakosság változása | Lakosság változása | Lakosság változása | Lakosság változása |
| ------------------ | ------------------ | ------------------ | ------------------ | ------------------ | ------------------ | ------------------ | ------------------ | ------------------ | ------------------ | ------------------ | ------------------ | ------------------ | ------------------ | ------------------ | ------------------ |
| 1857               | 1869               | 1880               | 1890               | 1900               | 1910               | 1921               | 1931               | 1948               | 1953               | 1961               | 1971               | 1981               | 1991               | 2001               | 2011               |
| 1.907              | 2.253              | 2.260              | 2.489              | 2.579              | 2.293              | 3.243              | 1.645              | 1.212              | 1.231              | 1.221              | 1.056              | 860                | 875                | 862                | 830                |

## Nevezetességei
- A Gyümölcsoltó boldogasszony tiszteletére szentelt plébániatemploma[4] 1783-ban épült a kikötő északi oldalán barokk stílusban. Főépítésze a trogiri Ignacije Macanović volt, aki több más brači épületet is tervezett. Gazdagon díszített homlokzata két hatalmas pálmafa között áll, melyek a templom mellett a település szimbólumai lettek. A háromhajós, katedrálisszerű monumentális épületnek hét barokk márvány oltára van. A megfelelő megvilágítást huszonnégy nagy ablak, monumentális boltívek és oszlopok biztosítják. Legértékesebb oltárképei a sekrestye melletti mellékoltárokon találhatók. Az elsőt, mely az angyali üdvözletet ábrázolja Sebastiano Riccinek, a második Mária mennybevételét ábrázoló festményt pedig Paolo Veronésének tulajdonítják. Hátlapján "Paolo Veronese pinxit 1500" felirat látható. Az egész templomot Szűz Mária alakja tölti be, ugyanis a homlokzaton az ő két szobra, négy oltárán pedig még további szobrai találhatók. A templom melletti sekrestye volt eredetileg a település 1519-ben épített első temploma. Ma gazdag kincstár található benne arany, ezüst és fából készített, magas művészi értékű liturgikus tárgyakkal. A sekrestye mellett áll a karcsú harangtorony Trifum Bokanić trogiri mester alkotása. A templomban több értékes a 17. és a 20. század között készített festmény is található. A 25 regiszteres orgonát 1822-ben építették az itáliai Callido testvérek.
- A kikötő felett található Anglešćinának nevezett reneszánsz várkastélyt[5] a Cerinić család építtette az itteni kikötő védelmére. U alakú épület belső udvarral, homlokzatán pártázat és ágyúállások maradványaival. Később az erőd jellegéből lakóépületté alakították át.
- A Keresztelő Szent János templomot a 14. században építették egy sziklára. Az ismert szobrászművésznek Matko Mijićnek egy barokk domborműve található benne. Az épületet 1994-ben renoválták.
- A Szent József templom[6] a 19. században az Osibova-öbölben épült. Egyhajós épület, félköríves apszissal. Főoltárán értékes oltárkép található, melyet Vicko Zmajević zárai érsek adományozott a milnai plébániának a 18. század elején. A templomban több, 18. és 19. századi, ezüstből és fából készített liturgikus tárgyat és fogadalmi képet őriznek.
- Az Osibova-öbölben kis 18. századi kápolna található, ahova Milnából 14 stációból álló keresztút vezet.
- A település felett egy festői dombon található a temető. Értékes műemlékei közül kiemelkedik a Fájdalmas Szűzanya temploma, melyet 1880-ban mauzóleum formájára építettek.
- A Pantera lábánál egy kis Szent Jeromos templom található, melyet Jere Bonačić-Proti építtetett itteni hajóépítő üzeme mellett.

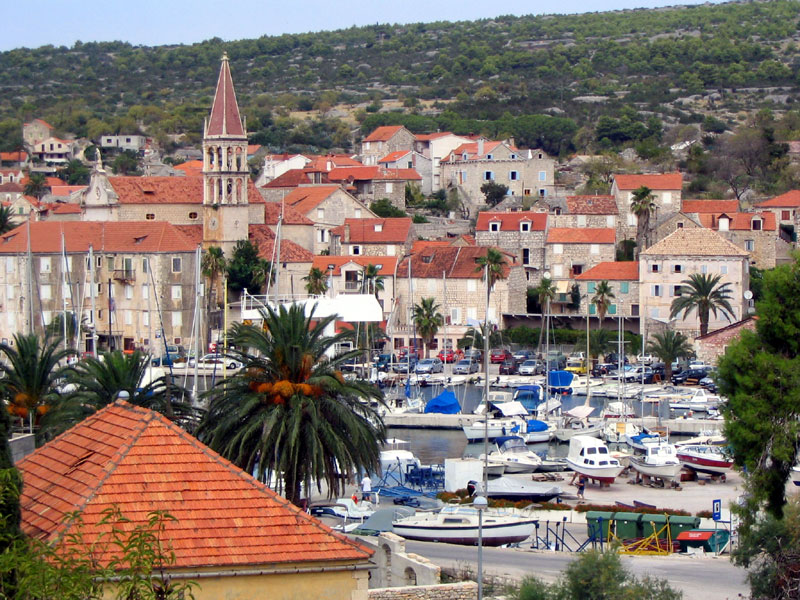
Milna látképe.

- A hosszú Milnai-öböl kijáratánál 1844-ben Arne Harašić egy kis Szent Miklós templomot épített a tengerészek védőszentje tiszteletére.
- A plébániaház mellett áll a Isteni Szeretet Lányai rendjének háza, akik 1926-ban települtek a plébánia területére. A templomok, az öregek és a gyermekek szolgálatára.
- A plébánia minden év július 16-án ünnepli patrónájának, a Kármelhegyi Boldogasszonynak a napját. Jelentős ünnep még március 19. Szent József napja, aki a plébánia másik védőszentje. A legnagyobb ünnep mégis Nagyboldogasszony ünnepe, amikor a településen a legtöbb a helyi és idegen turista.
- A Milnával szemben fekvő kis Mrduja-sziget nyugati oldalán gótikus templom romjai találhatók.[7] A boltozatos épület felső teraszos része védelmi célokat szolgáló elemekkel, őrtoronyszerűen volt kialakítva. Valószínűleg világítótoronyként használták. A szigetnek az ókorban nagy jelentősége volt, hiszen előtte haladt el a dalmát tartományi fővárosba Solinba vezető hajóút.
- A Zaglav-félsziget végében található a Ražanj világítótorony.[8] Ötszögű, szabályosan faragott kövekből emelt épület, négyszögletes tetőzettel. Déli homlokzatának közepén áll a sokszögű torony a világító berendezéssel. A torony a Splistka vratán áthaladó hajók haladását segíti.
- A Zaglav-félszigeten a Zaglav-fokon található a Baterija-erőd,[9] melyet 1806-ban a francia uralom idején építettek a Split felé irányuló, valamint a közép-dalmáciai szigetek közötti  hajóforgalom ellenőrzésére.

## Gazdaság
Milna gazdasági bevételi forrásit elsősorban a turizmus adja. A településen két jachtkikötő, szállodák, posta, egészségház és számos kiépített öböl található. A településen halfeldolgozó üzem is működik, emellett a lakosság nagy része foglalkozik olajbogyó termesztéssel és halászattal. Kedvező fekvése miatt, melyben nagy szerepet játszik a Splitbe irányuló, a Spliti kapun átmenő hajóforgalom, nagy tengeri potenciállal is rendelkezik, melyet részben ki is használ. Az olajfaligetek, szőlők közt fekvő Milna a sziget forgalmasabb nyaralóhelyei közé tartozik, rendezett stranddal és szép sétautakkal. A parton számos kereskedelmi egység, cukrászda található. A Milna környéki öblök egy része a partszakaszok tagoltsága miatt a település szélétől alig húsz perces sétával megközelíthető.

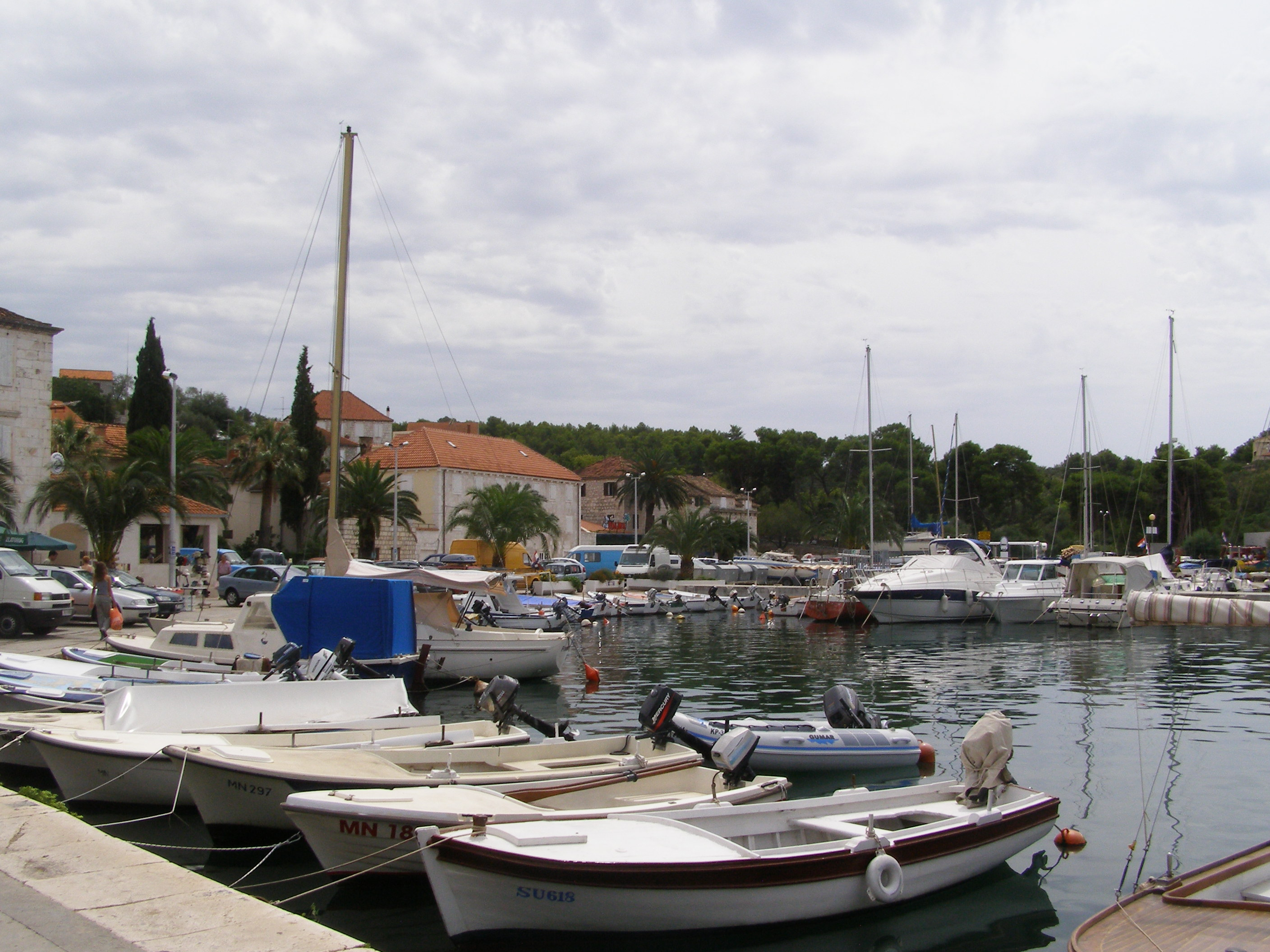
Milna, kikötő

## Oktatás
A milnai alapiskola az 1848/49-es tanévben kétosztályos fiúiskolaként a Pantera-öböl előterében fekvő Buzolić-házban kezdte meg működését. Ottani működése 1882-og tartott, amikor a szomszédos épületbe, a Sfarčić család házába költözött. Itt 1901-ig működött. Az oktatás 1890-ig olasz nyelven folyt, de 1878-ban tannyelvként bevezették a horvátot is. A tanítói  munkát a helyi iskola tanács irányította, melynek elnöke általában a plébános volt. Amikor 1875. Május 15-én I. Ferenc József császár látogatást tett a településen a tanárok olaszul és horvátul is feleltettek. Ekkor került szóba egy másik iskolaépület létesítése is. Ez később a Žalo-öbölben előterében egy kis épületben jött létre két fiú és egy lány osztállyal. Ennek a helyén épült fel 1901-ben a település új iskolaépülete, melyről az épület falán emléktábla emlékezik meg. Az 1934/35-ös tanévben az iskola hatosztályosra bővült és II. Péter trónörökös nevét vette fel. Az 1956/57-es tanévben a községi választmány az iskolát hétosztályosra bővítette. 1959-ben létrehozták az alsótagozatos ložišćei területi iskolát. 1960-ban az iskola Romano Marinović nevét vette fel. 1992-ben Milna alapiskolára nevezték vissza.